# Dolní Nové Město
Dolní Nové Město je severní část pražského Nového Města, kterou od Horního Nového Města odděluje Václavské náměstí. Kromě něj sousedí také se Starým Městem, Karlínem, Žižkovem a Vinohrady a jeho centrem bylo původně Senovážné náměstí (dřívější Senný trh), dnes prakticky náměstí Republiky. Do roku 1926 mělo Dolní Nové Město svůj okresní soud.
Nejvýznamnější starší osídlení se nacházelo blíž Vltavy v oblasti nazývané proto Poříčí, u kostela sv. Klimenta a u kostela sv. Petra (Petrská čtvrť). Dále take lokalita Na Florenci. Základní podoba uliční sítě pochází z doby založení města Karlem IV. v roce 1348. Do podoby čtvrti podstatně zasáhl rozvoj železniční dopravy: V roce 1845 bylo uvnitř města otevřeno první pražské – dnes Masarykovo nádraží, při rušení městských hradeb bylo na jejich místě zřízena další dvě – dnešní Hlavní nádraží a zaniklé Těšnovské. Koncem 19. století se zásadně proměnila podoba oblasti při Vltavě, kde zanikly menší ostrovy, vltavská ramena a mlýny na nich, zůstal jen ostrov Štvanice, bylo vybudováno nábřeží a plavební komory. Další výraznou dopravní stavbou je Severojižní magistrála, která byla vybudována v sedmdesátých letech 20. století přibližně v linii východní hranice čtvrti.